# Влада Јосипа Броза Тита од 1. фебруара 1946.
У складу са Уставом од 31. јануара 1946, Влада ФНР Југославије под председништвом Јосипа Броза Тита образована је 1. фебруара 1946.

## Историја
По Указу о образовању Владе ФНРЈ владу су сачињавали председник (истовремено и министар народне одбране), два потпредседника (један истовремено и председник Контролне комисије), три министра без портфеља и 15 министара за ресоре: иностраних послова, саобраћаја, поморства, поште, телеграфа и телефона, спољне трговине, финансија, унутрашњих послова, правосуђа, индустрије (истовремено и председник Планске комисије), рударства, трговине и снабдевања, пољопривреде и шумарства, рада, грађевина и информација.
Потреба да што бржим и ефикаснихим деловањем владе у специфичним условима нашла је свог одраза и у Решењу о поступку при доношењу хитних уредаба Владе ФНРЈ од 2. априла 1946. Њиме се овлашћује Комитет за законодавство и изградњу народне власти да може између две седнице владе разматрати уредбе чије се доношење одреди хитним. Уредба се сматрала донетом на седници владе ако је прихвати Комитет и са њом се сагласи председник владе и члан владе који је предлагач.
Утврђени састав владе по Уставу из 1946. непрестално се мењао. Указима Президиума народне скупштине број министарства стално се повећавао упоредо са проширењем управних функција државе, које су биле посебно изражене у областима привреде и развијале се на бази национализације средства за производњу. У првој половини 1950. долази до реорганизације органа државне управе. Уместо укинутих привредних министарства установљавају се савети, организовани као колегијални органи, ради координације појединих привредних органа и за руковођење одређеним гранама привреде и друштвених служби.

## Чланови владе
| Функција                                                           | Слика | Име и презиме                      | Детаљи |
| ------------------------------------------------------------------ | --- | ---------------------------------- | --- |
| Председник Владе ФНРЈ и Министар народне одбране                   | | Маршал Југославије Јосип Броз Тито | |
| Потпредседник Владе ФНРЈ и председник Контролне комисије при Влади | | Едвард Кардељ                      | до 31. августа 1948.                                                                                               |
| Потпредседник Владе ФНРЈ и Министар спољних послова                | од 31. августа 1948.                                                                                      | Едвард Кардељ                      | |
| Други потпредседник Владе ФНРЈ                                     | | Јаша Продановић                    | умро 1. јуна 1948.                                                                                                 |
| Министар унутрашњих послова                                        | | Александар Ранковић                | до 31. августа 1948.                                                                                               |
| Потпредседник Владе ФНРЈ и Министар унутрашњих послова             | од 31. августа 1948.                                                                                      | Александар Ранковић                | |
| Потпредседник Владе ФНРЈ и Председник Савезне контролне комисије   | | др Благоје Нешковић                | од 31. августа 1948.                                                                                               |
| Министар без портфеља                                              | | Милован Ђилас                      | |
| Министар без портфеља                                              | | Кирило Савић                       | до 28. јуна 1948.                                                                                                  |
| Министар без портфеља                                              | | Димитар Несторов                   | до 8. јауара 1948.                                                                                                 |
| Министар информација                                               | | Сава Косановић                     | до 9. августа 1946. Министарство информација укинуто указом Президијума Народне скупштине ФНРЈ од 9. августа 1946. |
| Министар без портфеља                                              | од 25. маја 1946. од 27. маја 1946. је постављен за амбасадора у САД задржавајући статус члана Владе ФНРЈ | Сава Косановић                     | |
| Министар без портфеља                                              | | др Павле Грегорић                  | од 8. јауара 1948. до 31. августа 1948.                                                                            |
| Министар иностраних послова                                        | | Станоје Симић                      | до 31. августа 1948.                                                                                               |
| Министар без портфеља                                              | од 31. августа 1948.                                                                                      | Станоје Симић                      | |
| Министар саобраћаја                                                | | Тодор Вујасиновић                  | до 11. децембра 1948.                                                                                              |
| Министар саобраћаја                                                | | Божидар Масларић                   | од 11. децембра 1948.                                                                                              |
| Министар железница                                                 | | Тодор Вујасиновић                  | од 11. децембра 1948.                                                                                              |
| Министар поморства                                                 | | Анте Вркљан                        | до 8. јауара 1948.                                                                                                 |
| Министар поморства                                                 | | Вицко Крстуловић                   | од 8. јауара 1948.                                                                                                 |
| Министар пошта                                                     | | др Драго Марушич                   | до 8. јауара 1948.                                                                                                 |
| Министар пошта                                                     | | др Заим Шарац                      | од 8. јауара 1948.                                                                                                 |
| Министар спољне трговине                                           | | инж. Никола Петровић               | до 19. јула 1947.                                                                                                  |
| Министар спољне трговине                                           | | Милентије Поповић                  | од 19. јула 1947.                                                                                                  |
| Министар финансија                                                 | | Сретен Жујовић                     | до 5. маја 1948.                                                                                                   |
| Министар финансија                                                 | | Добривоје Радосављевић             | од 5. маја 1948.                                                                                                   |
| Министар правосуђа                                                 | | Фране Фрол                         | |
| Министар индустрије и председник Планске комисије                  | | Андрија Хебранг                    | до 13. јуна 1946.                                                                                                  |
| Министар индустрије                                                | | Борис Кидрич                       | од 13. јуна 1946. до 8. јануара 1948.                                                                              |
| Министар тешке индустрије                                          | | Франц Лескошек                     | од 8. јануара 1948.                                                                                                |
| Министар лаке индустрије                                           | | Андрија Хебранг                    | од 8. јануара 1948. до 5. маја 1948.                                                                               |
| Министар лаке индустрије                                           | | др Саво Златић                     | од 5. маја 1948. до 15. октобра 1948.                                                                              |
| Министар лаке индустрије                                           | | Јосип Цази                         | од 15. октобра 1948.                                                                                               |
| Председник Планске комисије                                        | | Андрија Хебранг                    | од 13. јуна 1946. до 8. јануара 1948.                                                                              |
| Председник Савезне планске комисије                                | | Борис Кидрич                       | од 8. јануара 1948.                                                                                                |
| Министар рударства                                                 | | Бане Андрејев                      | до 31. августа 1948.                                                                                               |
| Министар рударства                                                 | | Светозар Вукмановић                | од 31. августа 1948.                                                                                               |
| Министар електропривреде                                           | | инг. Никола Петровић               | од 19. јула 1947.                                                                                                  |
| Министар трговине и снабдевања                                     | | др Заим Шарац                      | до 8. јануара 1948.                                                                                                |
| Министар трговине и снабдевања                                     | | Јаков Блажевић                     | од 8. јануара 1948. до 7. априла 1949.                                                                             |
| Министар трговине и снабдевања                                     | | Осман Карабеговић                  | од 7. априла 1949.                                                                                                 |
| Министар државних набавки                                          | | Јаков Блажевић                     | од 7. априла 1949.                                                                                                 |
| Министар пољопривреде и шумарства                                  | | др Васо Чубриловић                 | до 8. јануара 1948.                                                                                                |
| Министар шумарства                                                 | од 8. јануара 1948.                                                                                       | др Васо Чубриловић                 | |
| Министар пољопривреде                                              | | Петар Стамболић                    | од 8. јануара 1948. до 31. августа 1948.                                                                           |
| Министар пољопривреде                                              | | инг. Мијалко Тодоровић             | од 31. августа 1948.                                                                                               |
| Министар рада                                                      | | Вицко Крстуловић                   | до 8. јануара 1948.                                                                                                |
| Министар рада                                                      | | Љубчо Арсов                        | од 8. јануара 1948.                                                                                                |
| Министар грађевина                                                 | Влада Зечевић                                                                                             | Влада Зечевић                      | |
| Министар за питања науке и културе                                 | | Родољуб Чолаковић                  | од 31. августа 1948. до 11. децембра 1948.                                                                         |
| Министар за науку и културу                                        | од 11. децембра 1948.                                                                                     | Родољуб Чолаковић                  | |
| Министар-Председник Комитета за водопривреди                       | | Бане Андрејев                      | од 31. августа 1948. до 18. јануара 1950.                                                                          |
| Министар-Председник Комитета за народно здравље                    | | др Павле Грегорић                  | од 31. августа 1948.                                                                                               |

После распуштања Народне скупштине ФНРЈ првог сазива, 21.1.1950, а пре нових избора који су одржани 26.3.1950, указом Президијума Народне скупштине ФНРЈ од 7.2.1950. извршена је још једна реконструкција Владе ФНРЈ у циљу даље децентрализације управљања привредом. Ускоро затим, поново је извршена нова реорганизација Савезне владе, указом Президијума Народне скупштине ФНРЈ од 11.4.1950, и она је, на основу уставних одредаба, поднела оставку на 1-вој заједничкој седници Савезног већа и Већа народа Народне скупштине ФНРЈ 2-ог сазива на дан 26.4.1950. Ради бољег прегледа овде је дата листа Владе ФНРЈ у периоду од распуштања Скупштине првог до састанка Народне скупштине ФНРЈ другог сазива (24-IV-1950).
| Функција                                                                        | Слика | Име и презиме                      | Детаљи          |
| ------------------------------------------------------------------------------- | --- | ---------------------------------- | --------------- |
| Председник Владе ФНРЈ и Министар народне одбране                                | | Маршал Југославије Јосип Броз Тито |                 |
| Потпредседник Владе ФНРЈ и Министар иностраних послова                          | | Едвард Кардељ                      |                 |
| Потпредседник Владе и Министар унутрашњих послова                               | | Александар Ранковић                |                 |
| Потпредседник Владе ФНРЈ и Председник Савезне комисије државне контроле         | | др Благоје Нешковић                |                 |
| Министар Савезне владе                                                          | | Милован Ђилас                      |                 |
| Министар Савезне владе                                                          | | Станоје Св. Симић                  |                 |
| Министар Савезне владе                                                          | | Сава Косановић                     |                 |
| Председник Планске комисије                                                     | | Борис Кидрич                       |                 |
| Министар финансија                                                              | | Добривоје Радосављевић             |                 |
| Министар спољне трговине                                                        | | Милентије Поповић                  |                 |
| Министар тешке индустрије                                                       | | Франц Лескошек                     |                 |
| Министар лаке индустрије                                                        | | Јосип Цази                         | до 11. 4. 1950. |
| Министар рударства                                                              | | Светозар Вукмановић                | до 7. 2. 1950.  |
| Министар Владе ФНРЈ — Председник Савета за енергетику и екстрактивну индустрију | | Светозар Вукмановић                | од 7. 2. 1950.  |
| Министар електропривреде                                                        | | инг. Никола Петровић               | до 7. 2. 1950.  |
| Министар Владе ФНРЈ — Председник Комитета за електропривреду Владе ФНРЈ         | | инг. Никола Петровић               | од 7. 2. 1950.  |
| Министар Владе ФНРЈ — Председник Комитета за угаљ Владе ФНРЈ                    | | Антун Бибер                        | од 7. 2. 1950.  |
| Министар Владе ФНРЈ — Председник Комитета за неметале Владе ФНРЈ                | | Страхил Гигов                      | од 7. 2. 1950.  |
| Министар Владе ФНРЈ — Генерални директор металургије                            | | Вељко Мићуновић                    | од 7. 2. 1950.  |
| Министар Владе ФНРЈ — Генерални директор за производњу и прераду нафте          | | Милка Минић                        | од 7. 2. 1950.  |
| Министар пољопривреде                                                           | | инг. Мијалко Тодоровић             | до 11. 4. 1950. |
| Министар Владе ФНРЈ — Председник Савета за пољопривреду и шумарств              | | инг. Мијалко Тодоровић             | од 11. 4. 1950. |
| Министар шумарства                                                              | | др Васо Чубриловић                 | до 11. 4. 1950. |
| Министар Владе ФНРЈ — Председник Савета за промет робом                         | | Осман Карабеговић                  | од 11. 4. 1950. |
| Министар Владе ФНРЈ — Председник Савета за прерађивачку индустрију              | | Рато Дугоњић                       | од 11. 4. 1950. |
| Министар Владе ФНРЈ — Председник Савета за грађевинарство Владе ФНРЈ            | | Љубчо Арсов                        | од 11. 4. 1950. |
| Министар Владе ФНРЈ — Председник Савета за саобраћај                            | | Божидар Масларић                   | од 11. 4. 1950. |
| Министар саобраћаја                                                             | | Божидар Масларић                   | до 11. 4. 1950. |
| Министар саобраћаја                                                             | Влада Зечевић | Влада Зечевић                      | од 11. 4. 1950. |
| Министар железница                                                              | | Тодор Вујасиновић                  |                 |
| Министар поморства                                                              | | Вицко Крстуловић                   |                 |
| Министар пошта                                                                  | | др Заим Шарац                      |                 |
| Министар грађевина                                                              | Влада Зечевић | Влада Зечевић                      | до 11. 4. 1950. |
| Министар рада                                                                   | | Љубчо Арсов                        | до 11. 4. 1950  |
| Министар за новоослобођене крајеве                                              | | Већеслав Хољевац                   |                 |
| Министар рада и Министар за новоослобођене крајеве                              | До 1-4-1950, Већеслав Хољевац заузимао је само ресор Министарства за новоослобођене крајеве, а од 11-4-1950, поред овог ресора, добио је и ресор Министарства рада Владе ФНРЈ | Већеслав Хољевац                   |                 |
| Министар правосуђа                                                              | | Фране Фрол                         |                 |
| Министар-Председник Комитета за народно здравље                                 | | др Павле Грегорић                  |                 |
| Министар за науку и културу                                                     | | Родољуб Чолаковић                  |                 |
| Министар-Председник Комитета за водопривреду                                    | | др Васо Чубриловић                 | од 11. 4. 1950. |